# Karl Friedrich Hoffmann
Karl Friedrich Hoffmann – pruski dyplomata. 

## Życiorys
Hoffmann był do 1745 roku rezydentem pruskim w Warszawie. W 1740 król Prus Fryderyk Wielki podwyższył Hoffamnnowi pensję z 1200 do 2000 talarów, ponieważ jak stwierdził Warszawa stała się jednym z najdroższych miast Europy. Tak samo twierdził zresztą poseł brytyjski Charles Hanbury Williams.
W 1744 roku władze RP i sam August III Sas zażądali odwołania Hoffmana i posła pruskiego Johanna E. Wallenrodta, wmieszanych w sposób nie budzący wątpliwości w aferę zerwania sejmu 1744 roku, w czym dopomógł im poseł francuski Alphonse Marie Louis de Saint-Séverin. Berlin zwlekał jednak jeszcze rok z odwołaniem dyplomatów. Mimo napiętej sytuacji nie doszło do zerwania stosunków dyplomatycznych.
W przeciwieństwie do posła Wallenrodta, starszego rangą, Hoffmann był dyplomatą doświadczonym o szerokich kontaktach w Rzeczypospolitej.